# Harald Kröner
Harald Kröner (* 1962 in Pforzheim) ist ein deutscher Zeichner und Ausstellungskurator.

## Werdegang
Kröner studierte von 1984 bis 1990 an der Kunstakademie Stuttgart Freie Graphik bei Rudolf Schoofs. Er erhielt 1994 das Stipendium der Kunststiftung Baden-Württemberg und 2005/06 das Stipendium der Cité Internationale des Arts Paris.
Neben seinen ungegenständlichen Collagen und Tuschzeichnungen hat er Arbeiten im öffentlichen Raum und im kirchlichen Bereich realisiert. Zu diesen zählen u. a. Leuchter, Kreuze und Prinzipalstücke für Kirchen. 2007 gestaltete er zwei Passagen Lichtinstallationen in Heidenheim im Rahmen des Bildhauersymposions Werk 07, im Jahr 2008 den Abschiedsraum im Diakoniekrankenhaus in Mannheim. Außerdem schuf er Lichtinstallationen in der Kindertagesstätte Weiherhof in Karlsruhe sowie in einer Pforzheimer Tiefgarage.
Seit 2010 kuratiert Kröner Ausstellungen, u. a. 2013 und 2017 in der Städtischen Galerie Pforzheim. Seit 2015 kuratiert er im Tankturm Heidelberg.

## Auszeichnungen
- 2007: Preisträger, Bildhauer-Symposion Werk 07, Heidenheim
- 2014: Preisträger, forumkunst Karlsruhe

## Einzelausstellungen (Auswahl)
- 2007: „Der Klang der Ding,“ Kunstverein Badenweiler
- 2007: „parysis, tu sais...,“ Institut Francais Stuttgart / retour de Paris
- 2008: „paar/unpaar,“ Kunstverein Pforzheim (Performance)
- 2008: „Zeichnung, Malerei, Leuchtobjekte,“ BG Arlinger, Pforzheim
- 2009: „yappanoise,“ Kunstverein Galerie der Stadt Schwäbisch Hall
- 2009: Arbeiten auf Papier, Kunstraum Püscheid
- 2010: „sig/n/atur,“ Konsumat, Pforzheim
- 2010: „apokalypse now,“ Maschinenraum Pfeiffer, Pforzheim
- 2012: „cut,“ Bernhard Knaus Fine Art, Frankfurt am Main[3]
- 2012: „chroma,“ Galerie Christoph Abbühl, Solothurn
- 2013: „cut,“ Merck, Finck & Co, Frankfurt
- 2013: Arbeiten auf Papier, Universitäts-Herzzentrum Bad Krozingen
- 2015: „Monatsbilder,“ Offene Kirche Mutter vom Guten Rat, Frankfurt-Niederrad
- 2015: „Einer rein einer raus,“ Mobiles Museum, Pforzheim
- 2015: „gracehoper,“ Bernhard Knaus Fine Art, Frankfurt am Main[4]
- 2016: „an der membran,“ Heiliggeistkirche Heidelberg
- 2016: „snow“, Galerie Christoph Abbühl, Solothurn
- 2017: „Rausch’n,“ Kunstverein Pforzheim, Performance mit Mark Kysela und Jörg Koch
- 2018: „Glückliche Summe,“ Stadtkirche Hockenheim
- 2018: „Prinzipalstücke,“ Lutherkirche Karlsruhe
- 2019: „Figur und Raum,“ Schloss Neuenbürg, Győr-Moson-Sopron, Kunstverein Horb und Pforzheim
- 2019: „Tochter der Freiheit,“ Kunstverein Schwäbisch Hall

## Sammlungen (Auswahl)
- Staatliche Kunsthalle Karlsruhe
- Staatsgalerie Stuttgart
- Rockford Art Museum (IL)
- Galerie Stadt Pforzheim
- Regierungspräsidium Karlsruhe
- Stadtwerke Heidenheim
- Städtische Galerie Karlsruhe
- Kunstmuseum, Galerie der Stadt Heidenheim

## Bibliographie (Auswahl)
- Werk 07, Bildhauersymposion Heidenheim, Text von Franz Littmann, 2007
- parysis, tu sais … Retour de Paris #68, Institut Francais de Stuttgart und Ministerium für Wissenschaft und Kunst, Stuttgart, 2007
- 30 Jahre Kunststiftung Baden-Württemberg, Stuttgart 2007

- Gemischtes Doppel, Katalog zur Ausstellung in der Städtischen Galerie Pforzheim
- Die Friedenskirche in Handschuhsheim, Evangelische Stiftung Pflege Schönau (ESPS), 2012
- cut, Hrsg.: Bernhard Knaus Fine Art, Verlag Edition Bernhard Knaus, 2012, ISBN 978-3-9808368-4-5
- Trialog, Museum Biedermann, 2013
- WAS BLEIBT – Konzepte für den Umgang mit Künstlernachlässen, Symposium des Künstlerbundes Baden-Württemberg an der Hochschule für Gestaltung Karlsruhe 2014, Hrsg.: Künstlerbund Baden-Württemberg e.V., 240 Seiten, 15 × 21 cm, 254 Abbildungen ISBN 978-3-86833-170-7
- forumkunst, Regierungspräsidium Karlsruhe, 2014
- Der Fluss: unbekümmert – 10 Jahre Stiftung Bartels Fondation „Zum Kleinen Markgräflerhof“ Basel, Hrsg.: Stiftung Bartels Fondation Basel, 334 Seiten, 17,5 × 26 cm, 214 Abbildungen, 2014, ISBN 978-3-86833-153-0
- sacred, Chris van Ufelen, Braun Publishing, 2014, S. 104ff.
- Bauen und Gestalten (Veröffentlichung guter Projekte), Ev. Kirche Baden, Karlsruhe, 2014
- ALLE! – 60 Jahre Künstlerbund Baden-Württemberg, Hrsg.: Künstlerbund Baden-Württemberg e.V., 700 Seiten, 14 × 22 cm, 634 Abbildungen, 2015, ISBN 978-3-86833-176-9
- tür auf, einer raus, einer rein, Kulturamt und Stadt Pforzheim, 2015